# Malá Magura
Malá Magura je geomorfologický podcelek Strážovských vrchů. Nejvyšším vrcholem je  Magura (1 141,3 m n. m.). Další významné vrcholy jsou Malá Magura (1 101 m n. m.), Temešská skala (910 m n. m.). Známý je také Boškovie laz (935 m n. m.). Hlavní hřeben pohoří vede po linii Šutovské sedlo – Panský háj – Boškovie laz – Magura – Malá Magura – Temešská skala.

## Geologická stavba

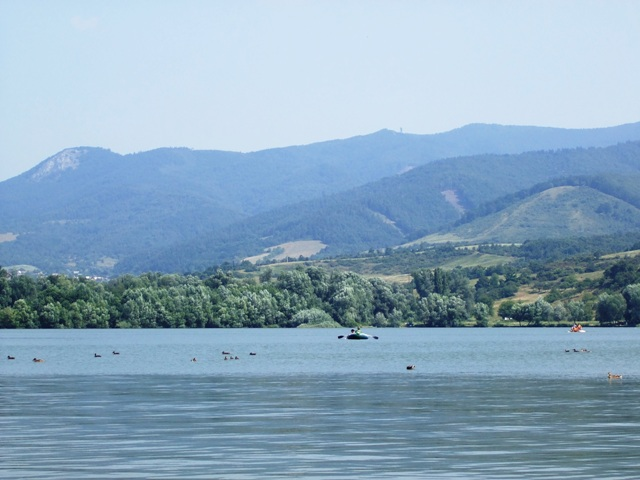
Pohled na Malou Maguru od vodní nádrže Nitrianske Rudno

Jedná se o pohoří tvořené hlavně přeměněnými (ruly, svory, amfibolity, migmatity a magmatickými horninami (žuly, granodiority a diority).

## Vodstvo
V tomto pohoří pramení vícero potoků, například, Šindeliarska (vlévá se do Nitrice při Valaské Belé), Nevidzianka (vlévá se do Nitrice při Dobročné - součást Liešťan), Trebiaska (vlévá se do Nitry při Laskáru), Chvojnica (vlévá se do Nitry při Nedožeroch-Brezanoch), Kamenistá (vlévá se do Chvojnice při Chvojnici), Sielnica (vlévá se do Nitry při Nedožeroch–Brezanoch), Zlatná (vlévá se do Nitry mezi Nedožermi–Brezanami a Prievidzou).

## Hornická činnost
Na vyvřelé horninové typy v Malé Maguře se geneticky vážou ložiska rud zlata, olova, železa těžených ve středověku v okolí Nitrianskeho Pravna, v Malinové, Chvojnici, Diviakách nad Nitricou, Čavoji a v jiných lokalitách, o čemž svědčí dodnes zachované pozůstatky rýžovišť v jejich okolí. Největší rozmach těžby bol v období let 1340 až 1650. Hlavní oblast rýžování byla v ústí Chvojnické kotliny mezi obcemi Malinová a Chvojnica (lokalita Roboty). Ve své době to byla (po kremnických a štiavnických ložiskách) třetí nejvýznamnější naleziště zlata v Uhersku.